# Katangas flagga

Katangas flagga.

Katangas flagga består av ett rött och ett vitt fält åtskilda av ett grönt band som går från nedre vänstra hörnet till övre högra. De tre korsen i det vita fältet representerar koppartackor. Symboliken är naturlig då Katanga är rikt på kopparfyndigheter och koppartackor ofta gjuts i denna form. Den gröna färgen står för kopparmalm.
Flaggan formgavs av bankmannen och arkitekten Louis Dressen som flyttade till Katanga 1925, var bankdirektör i Elisabethville/Lubumbashi och levde där fram till sin död 1972.
På grund av de rådande förhållandena i Katanga gjordes flaggan i många varianter, i första hand placeringen, färgen och utformningen av de tre korsen. Korsen var omväxlande raka kors eller andreaskors.